# Les P'tits Mots/Mourir sur scène
Les P'tits Mots è un singolo della cantante italo-francese Dalida, pubblicato in 7" nel 1983 da Carrere. Sul lato B del disco, è presente la celebre e iconica Mourir sur scène, che riscontrerà un grandissimo successo nel repertorio di Dalida e che canterà, dal 1983 sino alla sua morte, in quasi tutti i suoi spettacoli.

## Mourir sur scène
Il brano Mourir sur scène, riportato sul lato B del singolo, è uno dei due estratti dell'album Les P'tits Mots, uscito nel 1983. Autori del pezzo sono Michel Jouveaux, Jeff Barnel e N. Newell. 
Il testo di questa canzone esprime il desiderio di un'artista di terminare la propria vita sul palcoscenico, davanti al suo pubblico, prima che la fama la abbandoni. Il testo, inoltre, allude al suicidio, anche se in modo indiretto. La canzone, nel complesso, è un monologo alla morte personificata: a essa viene infatti indirizzata la continua richiesta "vieni!" e Dalida le ricorda, alludendo al suo primo tentativo di suicidio, che si sono già viste da vicino.
A dispetto dell'argomento – tutt'altro che allegro – trattato nel brano, la melodia non è affatto malinconica, anzi è molto vivace e unisce ritmi pop a ritmi quasi della disco music o dance music.
Il brano è stato registrato da Dalida, nel 1984, anche in lingua inglese, in italiano e in spagnolo con i seguenti titoli: Born to sing, Quando nasce un nuovo amore (con un testo completamente diverso dal significato originale della canzone; verrà pubblicato postumo nel 1991 nel cofanetto Dalida Italia Mia) e Morir cantando. Il pezzo è stato ripreso anche da altri cantanti, come Julien Doré, Shirley Bassey (nel 1986, come lato B di There's No Place Like London) e la turca Ajda Pekkan col titolo Bir gece sahnesi (1985).
Mourir sur scène ottenne sin da subito un grande successo. Dalida presenterà per la prima volta il brano il 9 aprile 1983, a Montréal, per una serata di beneficenza della telethon (indosserà, per quell’esibizione, l'iconico vestito nero e dorato che diverrà « La robe Mourir sur scène ») e non lo ometterà mai più dal programma dei suoi concerti. Anche nella sua ultima tournée nel teatro romano di Aspendo in Turchia, il 27-28 e 29 aprile 1987, la canzone sarà presente e verrà eseguita da Dalida, secondo la critica, in modo più emozionante del solito. Questo suonerà come un'eco alla sua scomparsa, il 3 maggio del 1987. Diventerà ben presto il brano più emblematico del suo repertorio, segnante la fine della sua carriera musicale.
Mourir sur scène verrà anche remixata postuma in due occasioni: nel 1995 (inserita all’interno dell'album Comme si j'étais là) e nel 2022 (nel cofanetto anniversario 35 ans déjà...).

## Tracce
Lato A
1. Les p'tits mots – 3:30 (Jean-Paul Lang, Jeff Barnel)

Lato B
1. Mourir sur scène – 3:28 (Michel Jouveaux, Jeff Barnel, N.Newell)

## Certificazioni e classifiche
- Alla sua uscita, Les p'tits mots è apparso al tredicesimo posto nelle classifiche francesi.
- Nel 2012, a venticinque anni dalla morte dell'artista, Mourir sur scène si è piazzato alla ventesima posizione dei brani in Belgio.
- Nel 2017, a trent'anni dalla scomparsa di Dalida, il singolo Mourir sur scène è nuovamente asceso nelle classifiche francesi (precisamente, alla novantacinquesima posizione). Altri brani celebri della cantante quali Paroles, paroles... e Je suis malade, nello stesso anno, sono tornati in classifica.
- L'8 ottobre 2021 Orlando (fratello di Dalida), Jeff Barnel e Michel Jouveaux hanno ricevuto un disco di diamante dall'etichetta Universal Music per il brano Mourir sur scène che, dal momento della sua creazione nel 1983, ha nettamente oltrepassato il milione di vendite.